# 娜塔莎·李察遜
娜塔莎·珍·李察遜（英語：Natasha Jane Richardson，1963年5月11日—2009年3月18日），英國演員，出身自知名演藝世家雷格夫家族，母親是英國女演員凡妮莎·蕾格烈芙，其父母是英國舞台和電影演員暨導演和英國女演員瑞秋·坎普森，李察遜的父親是英國舞台劇和電影導演暨製片人東尼·李察遜。
在演藝生涯早期，李察遜就同時參與電影和舞台劇的演出，1986年擔綱英國導演肯·羅素執導的恐怖片《魂斷仲夏夜》中的瑪麗·雪萊一角，1988年飾演美國導演保羅·舒瑞德的傳記片《紅色八爪女》中的主角派翠西亞·赫茲，她在首次粉墨登場的百老匯舞台劇《安娜·克莉絲蒂》的演出亦備受好評，並以此獲得美國劇院世界獎；此獎旨在對初試啼聲演員的演技予以肯定。
李察遜陸續參與1990年的《世紀滴血》、1994年的《大地的女兒》、1998年的《天生一對》、2002年的《女傭變鳳凰》以及2005年的《異國情緣》等片，1998年以舞台劇《歌廳》獲得東尼獎最佳音樂劇女主角、美國紐約戲劇桌獎音樂劇最佳女主角和紐約圈外劇評人獎。
2009年3月18日，李察遜因在加拿大魁北克滑雪發生意外，造成硬腦膜外血腫而過世，身後丈夫連恩·尼遜將她的器官予以捐贈。

## 家族
她的父親東尼·李察遜是著名導演，1963年以《風流劍客走天涯》取得奧斯卡金像獎最佳影片，亦是1960年代新電影運動的旗手。她的母親凡妮莎·蕾格烈芙是資深女演員，曾演出《春光乍現》；妹妹裘莉·李察遜是電視劇演員。

## 私人生活
1990年，李察遜與電影製片人羅伯特·福克斯結婚，兩人相識於俄國作家安東·契訶夫作品1985年拍成的喜劇《海鷗》；這段婚姻僅維繫了3年便宣告結束。
1994年夏天，李察遜在紐約米爾布魯克 (紐約州)的家中與愛爾蘭裔演員連恩·尼遜結婚，育有兩名兒子麥克·李察遜和丹尼爾·尼遜（英語：Daniel）。
2009年，李察遜歸化為美國公民。
2018年，凡妮莎·蕾格烈芙受訪表示，麥克為紀念亡母，已經改從母親婚前的姓氏李察遜。
在父親東尼1991年逝於愛滋病併發症後，李察遜投身愛滋病公益活動超過十五年，希望喚起大眾對愛滋病的重視，2006年加入愛滋病研究基金會（amfAR）董事會之外，也參與其他相關慈善團體，例如為患者送餐的美國紐約God's Love We Deliver，英國艾爾頓·強愛滋病基金會、並為英國的國家愛滋病信託基金會擔任大使超過十年。2000年11月獲頒amfAR的勇氣獎。
李察遜煙癮很大，即使據稱她已經戒菸，仍曾直言批評紐約市餐館的禁煙令。

## 滑雪意外逝世
2009年3月16日，李察遜在加拿大蒙特婁一處滑雪場上初學者課程時不幸跌倒，當時並沒有明顯外傷並且還能夠說話及自己行走，但卻在回房後開始感到劇烈頭痛而被緊急送醫。李察遜隨後被轉移到紐約曼哈頓的Lenox Hill醫院，她的先生演員连姆尼森，兒子，母親及妹妹都在醫院陪伴她。李察遜的傷勢嚴重，一度判定為腦死，最後不幸於3月18號病逝於紐約。

## 電影作品表
| 年份   | 電影               | 電影                   | 角色                                               | 備註 |
| 年份   | 譯名               | 原名                   | 角色                                               | 備註 |
| ------ | ------------------ | ---------------------- | -------------------------------------------------- | ---- |
| 1989年 | 《胖子与小男孩》   | Fat Man and Little Boy | 琼·塔特洛克                                        |      |
| 1990年 | 《世紀滴血》       | The Handmaid's Tale    | 凱                                                 |      |
| 1992年 | 《限時索命》       | Past Midnight          | 蘿拉·馬修斯 Laura Mathews                          |      |
| 1998年 | 《天生一對》       | The Parent Trap        | 伊莉莎白·詹姆斯 Elizabeth James                    |      |
| 2001年 | 《浩劫天堂》       | Haven Pt.1 & Pt.2      | 露絲·格魯伯 Ruth Gruber                            |      |
| 2001年 | 《Chelsea Walls》  | Chelsea Walls          | 瑪麗 Mary                                          |      |
| 2001年 | 《大放異彩》       | Blow Dry               | 雪莉·艾倫 Shelley Allen                            |      |
| 2002年 | 《兩對冤家一張床》 | Waking Up in Reno      | 達琳·杜德 Darlene Dodd                             |      |
| 2002年 | 《女傭變鳳凰》     | Maid In Manhattan      | 卡洛琳·連恩 Caroline Lane                          |      |
| 2005年 | 《異國情緣》       | The White Countess     | 蘇菲亞·貝林斯基亞伯爵夫人 Countess Sofia Belinskya |      |
| 2008年 | 《野蠻公主》       | Wild Child             | 金斯萊夫人 Mrs. Kingsley                           |      |

## 外部連結
- 娜塔莎·李察遜在互联网电影资料库（IMDb）上的資料（英文）